# The Embrace
The Embrace là một tác phẩm điêu khắc bằng đồng của Hank Willis Thomas được đặt tại Boston Common ở Boston, Massachusetts, Hoa Kỳ vào tháng 12 năm 2022. Tác phẩm nghệ thuật được ra đời nhằm tưởng nhớ Martin Luther King Jr. và Coretta Scott King, đồng thời mô tả bốn cánh tay đan xen vào nhau tượng trưng cho cái ôm mà họ dành cho nhau khi ông Martin Luther King đoạt giải Nobel Hòa bình vào năm 1964. Công trình được tạo nên bởi 609 mảnh đồng nhỏ hơn khi hàn chúng lại với nhau. Tuy nhiên, tác phẩm điêu khắc này lại nhận nhiều phản ứng tiêu cực từ các nhà phê bình và công chúng.

## Đặc điểm
The Embrace là một tác phẩm điêu khắc bằng đồng cao 20 foot  (6,1 m), rộng 25 foot  (7,6 m) và nặng khoảng 19 tấn. Tác phẩm mô tả bốn cánh tay đan xen vào nhau, tượng trưng cho cái ôm giữa cặp đôi Martin Luther King Jr. và Coretta Scott King. Trên cánh tay của người chồng có của nút áo và một chiếc vòng tay trên cánh tay của người vợ. Công trình còn nhằm nhấn mạnh cam kết của Martin Luther King đối với bất bạo động và tầm quan trọng của tình yêu trong việc thúc đẩy hoạt động vận động dân quyền của họ.
Tác phẩm điêu khắc nằm trong Quảng trường Tự do 1965 hình tròn, tại đây công nhận 69 cá nhân là những nhà lãnh đạo dân quyền ở Boston từ những năm 1950 đến những năm 1970. Quảng trường nằm trong khuôn viên của Boston Common, một công viên công cộng ở trung tâm thành phố Boston. Đồng thời, nằm ngay giữa Trung tâm Khách tham quan Boston Common và Đài tưởng niệm Thảm sát Boston.

## Lịch sử
Vào năm 2017, Quỹ Boston và Embrace Boston (trước đây là King Boston), một tổ chức chuyên xây dựng đài tưởng niệm Martin Luther King ở Boston đã đưa ra lời kêu gọi đề xuất xây dựng một tác phẩm nghệ thuật công cộng để vinh danh ông. Hai năm sau, thiết kế The Embrace của Hank Willis Thomas đã được chọn trong số 126 bài dự thi. Tác phẩm do Mass Design Group ở Walla Walla, Washington xây dựng và hoàn tất tại Boston Common vào tháng 12 năm 2022. Công trình đã chính thức được khánh thành vào ngày 13 tháng 1 năm 2023 với sự có mặt của chính quyền cùng con trai của Martin Luther King và một trong các cháu gái của họ. Hai ngày sau, đám đông đã bao vây để ngắm nhìn bức tượng mới trong Ngày Martin Luther King Jr..

## Phản ứng
Tác phẩm đã bị các nhà phê bình, công chúng và ít nhất một người thân trong đại gia đình Scott-King chê bai. Đồng thời tác phẩm cũng đã bị chỉ trích và chế giễu nặng nề trên mạng xã hội, nhiều người dùng trên Twitter đã cho rằng tác phẩm khá xấu xí, một số khác lại cho rằng tác phẩm điêu khắc có vẻ giống với tượng dương vật hoặc khiêu dâm khi nhìn từ các góc độ khác. Nhà báo Travis M. Andrews viết trên The Washington Post cho biết nhiều người đã không thích tác phẩm do không mô tả "đầy đủ" Martin Luther King. Seneca Scott, em họ của Coretta Scott King, đã gọi tác phẩm điêu khắc là hành động "thủ dâm" trong một bài báo trên tạp chí Compact, và cho rằng tác phẩm này "xúc phạm cộng đồng da đen" và là một sự "lãng phí tiền bạc". Scott cho biết, theo ý kiến của anh, "mười triệu đô la đã bị lãng phí". Sau đó, Scott đã chia sẻ với The Guardian rằng anh không biết tác phẩm được thực hiện từ các khoản quyên góp tư nhân và phản ứng ban đầu của anh là rất tiếc khi không thực hiện gương mặt của Coretta Scott King cũng như thất vọng vì các tổ chức phi lợi nhuận đứng đầu dự án không có hành động hỗ trợ đáng kể nào đến các cộng đồng da đen.
Bất chấp những chỉ trích nặng nề, tác phẩm vẫn nhận được một số khen ngợi kể từ khi ra mắt tại Boston Common vào tháng 1 năm 2023. Ngoài viên chức địa phương, còn có hai thành viên của gia đình King tham dự buổi ra mắt - con trai của King, Martin Luther King III và cô con gái 14 tuổi (cháu gái của King), Yolanda Renee King. Cháu gái của King đã cho rằng cảm nhận được "tình yêu, sức mạnh và sự đoàn kết trong đôi bàn tay này; cách nó tượng trưng cho một cuộc hôn nhân và sự hợp tác tốt đẹp. Đó là điều đã thay đổi thế giới". Sau những chỉ trích gay gắt về tác phẩm điêu khắc của mình, Thomas đã trả lời với CNN ngay sau khi tác phẩm ra mắt công chúng, rằng ông sẽ không thay đổi bất kỳ yếu tố nào của tác phẩm điêu khắc nếu được yêu cầu, đồng thời nhắc lại rằng công chúng Boston đã bỏ phiếu ủng hộ thiết kế của ông.